# Władysław Strzemiński
Władysław Strzemiński (n. 9/21 noiembrie 1893, Minsk, Imperiul Rus – d. 26 decembrie 1952, Łódź, Polonia) a fost un pictor polonez.